# Der Bärenfänger
Der Bärenfänger (jap. イタズ 熊 Itazu – Kuma) ist ein japanischer Spielfilm aus dem Jahr 1987. Regie bei dem Jugendfilm führte Toshio Gotoh, das Drehbuch schrieb Ryunosuke Ono nach einer Idee Gotohs. Die Hauptrolle spielten Takahiro Tamura und Hiroshi Miyata. Kobushi Productions produzierte den 117-minütigen Abenteuerfilm über die Beziehung zwischen einem Jungen und seinem Großvater.

## Handlung
1928 in den verschneiten Bergen der Präfektur Akita. Auf einen wilden Bären, der die Felder der Bauern zerstört, ist ein Kopfgeld ausgesetzt. Der in ärmlichen Verhältnissen lebende, sture Ginzo Iwata ist ein in Gruppen jagender Matagi-Jäger mit jahrelanger Erfahrung. All seine Freunde, mit denen er auf Jagd ging, üben inzwischen andere Berufe aus. Er hat vor, den Bären zu erschießen und das Kopfgeld zu kassieren. Er schafft es, den Bären zu töten, entdeckt jedoch, dass das Tier Mutter eines Bärenjunges war. Er bekommt Mitleid mit dem kleinen Bären und bereut seine Tat.
Gemeinsam mit seinem Enkel Ippei zieht er das Junge auf. Ippei, dessen Vater im Krieg in Sibirien gestorben ist, soll ebenfalls einmal Matagi werden.

## Rezeption
Der Film, bei dem Tōei als Verleihfirma fungierte, startete am 5. September 1987 in den japanischen Kinos. Er lief ab 1992 mehrmals im deutschen Fernsehen.
Im Mai 1987 publizierte der japanische Verlag Chūkōronsha einen 288 Seiten umfassenden Roman von Ryunosuke Ono mit der Geschichte des Films.
In der New York Times bezeichnete man den Film als eine „ordentliche Fabel über Gewissensbisse“ (The Japanese Forest of Little Bear is a neat crisis-of-conscience fable.) Er sei eine ideale Kost für Samstagnachmittage.

## Auszeichnungen
Der Bärenfänger war bei der Verleihung der Japanese Academy Awards 1988 in den Kategorien Beste Nebendarstellerin (Junko Sakurada), Beste Musik, Bester Schnitt und Bester Ton nominiert, musste sich aber in allen vier Kategorien anderen Filmen geschlagen geben.
Junko Sakurada, die sich bei den Japanese Academy Awards nicht gegen Rino Katase durchsetzen konnte, gewann für ihre Darstellung der Mutter Kimi 1987 den Hochi-Filmpreis und den Kinema-Jumpō-Preis als Beste Nebendarstellerin.